# Хемианопсија
Хемианопсија је врсте оштећења вида код које долази до сужења или оштећења једне половине видног поља. Губитак вида у једној половини видног поља може бити на левој или десној страни (латерална или вертикална хемианопсија) или на горњој или доњој половини (висока или хоризонтална хемианопсија).
Најчешћи узроци хемианопсијеезије су лезије на хијазми ока (делу нервног система који омогућава нормалан вид) као последица различитих патолошких стања као што су рак, крварење у мозгу, повреде главе и висок крвни притисак услед анеуризме каротидне артерије.

## Разлика између визуелног занемаривања и хемианопсије
Визуелно занемаривање (који се назива и хемиспросторно занемаривање или унилатерално просторно занемаривање) се разликује од хемианопсије по томе што је узроковано дефицитом пажње пре него визуелним проблемима. Иако неки пацијенти са визуелним занемаривањем могу да имају хемианопсију, ово двоје се најчешће јавља независно једно од другог.
За разлику од пацијената са хемианопсијом који заправо не виде, они са визуелним занемаривањем немају проблема са видом, али су оштећени у праћењу и обрађивању визуелних информација које примају.
Док се хемианопсија може ублажити дозвољавањем пацијентима да померају очи по визуелној сцени (обезбеђујући да цела сцена доспе у њихово нетакнуто видно поље), занемаривање се том методом не може решити.
Занемаривање се такође може применити на слушне или тактилне стимулусе и чак може оставити пацијента несвесним једне стране сопственог тела.
Елис и Јунг (1998) су показали да занемаривање такође може утицати на менталне мапе пацијената, тако да ако се од њих тражи да замисле себе како стоје на познатој локацији и именују зграде око себе, они ће занемарити да именују зграде на њиховој оштећеној страни, али ће бити у стању да их именује када се од њих тражи да се ментално окрену супротном правцу.

## Етиологија
Најчешће, хемианопсија је узрокована следечим структурним променама које утичу на нервни систем:
- траумама изазваним лезија мозга,
- мождани удар,
- тумори.

Међутим, у неким случајевима хемианопсија може настати као пролазна појава, уз врло брзо ремисију симптома, код:
- злоупотребе супстанци
- мигрене са ауром

## Врсте хемианопсије
До данас је описано више врста хемианопсија од којих су најзначајније:
Унилатерална хемианопсија - која се јавља само на једном оку.
Билатерална хемианопија - која се јавља на оба ока и може бити хомонимна, контралатералана и хетеронимна.
- Билатерална хомонимна хемианопсија - је билатерална хемианопија која захвата десну или леву половину видног поља оба ока. Настаје као последица лезије иза оптичке хијазме, која оставља половину сваке одговарајуће мрежњаче на истој страни лезије без инервације. Најчешће је узрокован абнормалним растом хипофизе, која се налази непосредно испод оптичког хијазма. Нервна влакна која примају улаз из назалне ретине (темпорални вид) су једина влакна која прелазе на другу страну мозга, што доводи до губитка вида само у темпоралним видним пољима. Поред битемпоралног губитка вида, пацијенти често имају хормоналне промене повезане са функционалним аденомом хипофизе због повећане производње било ког од следећих хормона: ЛХ, ФСХ, ТСХ, АЦТХ, ГХ, пролактина, вазопресина, окситоцина и алфа-МСХ.[5]
  - Контралатерална хомонимна хемианопија - је облик билатералне хемианопсије узрокована лезијама на нивоу оптичких путева, што резултује губитаком вида на супротној страни од лезије.
- Хетеронимна хемианопсија - је облик билатералне хемианопсије која захвата десну половину видног поља једног ока и леву половину другог.
  - Биназална хетеронимна хемианопсија - је врста хетеронимне хемианопсије код које су захваћене лева половина видног поља десног ока и десна половина видног поља левог ока. Настаје као последица лезије оптичке хијазме (дела који се не пресеца).
  - Битемпорална хетеронимна хемианопсија - је врста хетеронимне хемианопсије код које је захваћена десна половина видног поља десног ока и лева половина видног поља левог ока. Настаје као последица у оптичкој хијазми (део који се пресеца). Понекад је узрокована тумором хипофизе.

## Терапија
Неки облици хемианопсије се могу лечити кроз поновљене презентације мултисензорних стимулуса због процеса мултисензорне интеграције који се одвија у горњем коликулусу.
Такође се показало да хируршке интервенције побољшавају одређене облике хемианопсије због уравнотежавања лезија мозга након процеса познатог као Sprague effec.